# Klippe

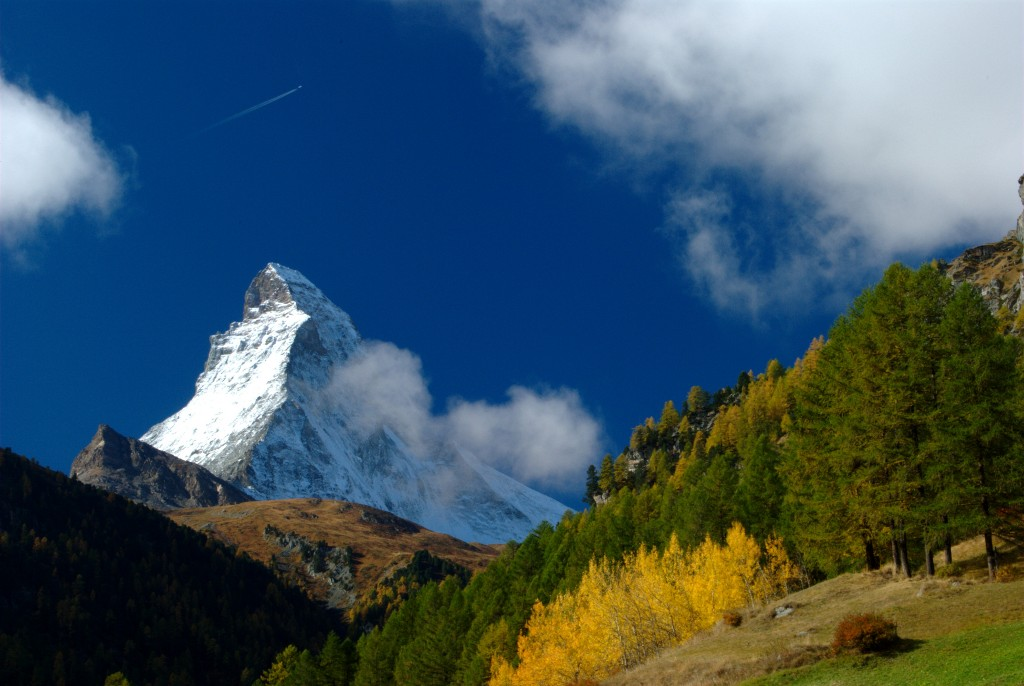
Le Cervin, vu du nord-est

Une klippe (allemand pour « écueil ») est une partie d'une nappe de charriage qui est isolée du reste de celle-ci par l'effet de l'érosion. Le terme « îlot » a aussi été utilisé en français, ce terme datant de l'époque où la nature des nappes de charriage n'était pas connue et où l'on pensait que ces lambeaux de charriage provenaient d'îlots entourés par une mer peu profonde.
Le Cervin en est un bon exemple et est issu de la nappe de charriage africaine.

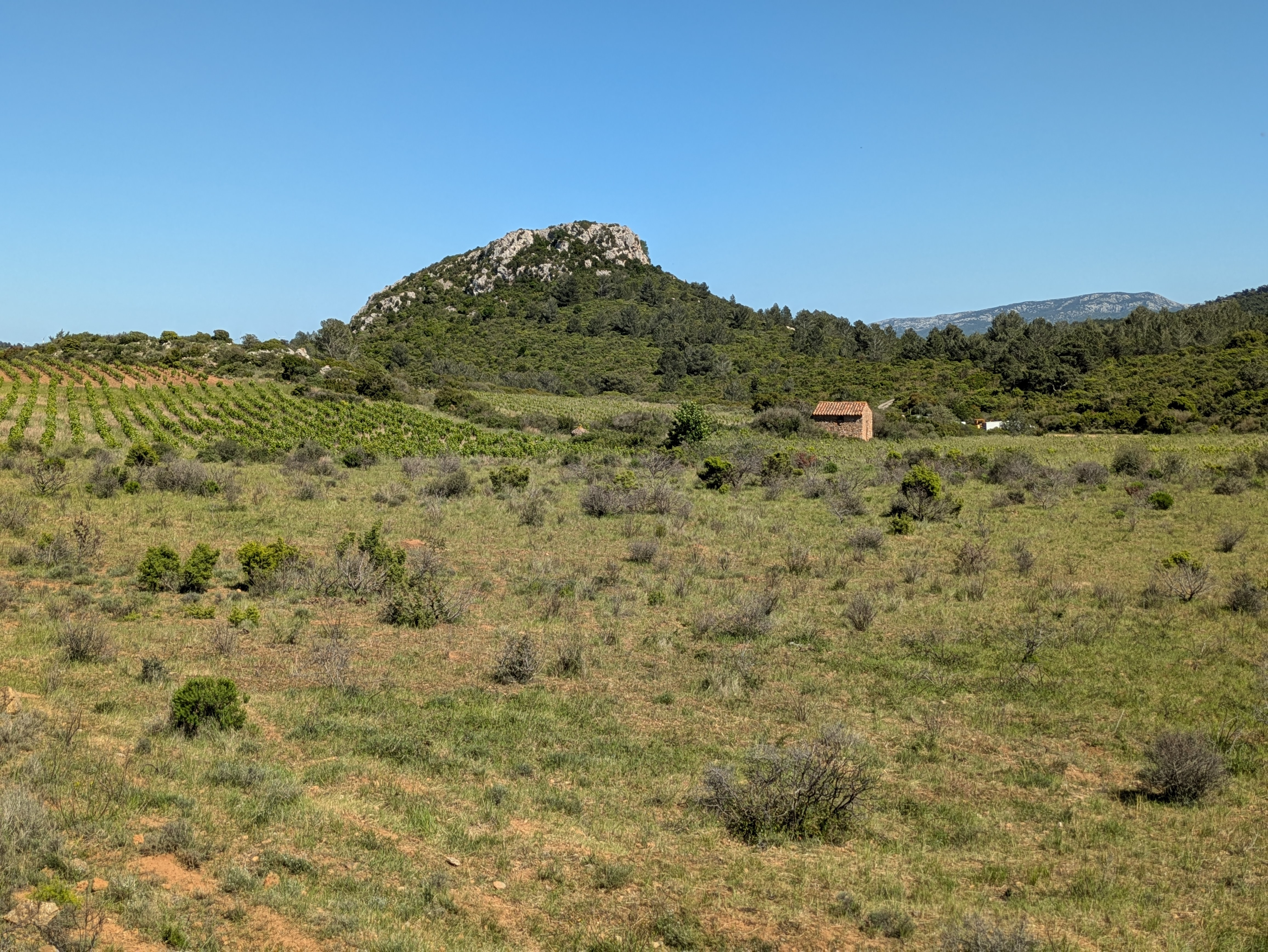
Roc de Carla, commune d'Albas, Aude. Il s'agit d'une petite klippe de calcaire urgonien du Crétacé inférieur - un affleurement de la nappe mésozoïque des Corbières, qui a été poussée du sud-est, pendant la période de construction des montagnes pyrénéennes de l'Éocène, sur des formations plus jeunes. Le roc de Carla repose sur des marnes du Paléocène.

À l'inverse, des terres anciennes isolées apparaissant à la surface, entourées d'une nappe de charriage, sont appelées des fenêtres.